# Walter Guglielmone
Walter Fernando Guglielmone Gómez , también conocido como Guly, (Salto, Uruguay, 11 de abril de 1978) es un exfutbolista uruguayo. 
Jugaba como delantero y su último club fue el BIT de China.

## Familia
Guglielmone es medio hermano mayor del delantero Edinson Cavani.

## Selección nacional
Ha sido internacional con la selección uruguaya en dos ocasiones, las dos ante Honduras en la Copa América 2001.

## Clubes
| Club            | País       | Año       |
| --------------- | ---------- | --------- |
| Nacional        | Uruguay    | 1999      |
| Frontera Rivera | Uruguay    | 2000      |
| Wanderers       | Uruguay    | 2001      |
| Nacional        | Uruguay    | 2002      |
| Ajaccio         | Francia    | 2002-2003 |
| Nacional        | Uruguay    | 2003      |
| Danubio         | Uruguay    | 2004      |
| Pachuca         | México     | Ap. 2004  |
| Jaguares        | México     | Cl. 2005  |
| Peñarol         | Uruguay    | 2005-2006 |
| Liverpool       | Uruguay    | 2006-2007 |
| Inter Baku      | Azerbaiyán | 2007-2009 |
| Neftchi Baku    | Azerbaiyán | 2009-2010 |
| Guaraní         | Paraguay   | 2010      |
| Wanderers       | Uruguay    | 2011      |
| Pelotas         | Brasil     | 2011-2012 |
| BIT             | China      | 2012      |

## Palmarés

### Distinciones individuales
| Distinción                                                  | Año     |
| ----------------------------------------------------------- | ------- |
| Máximo goleador de la Liga Premier de Azerbaiyán (17 goles) | 2008-09 |